# Przedsiębiorstwo Komunikacji Samochodowej Wieluń
Przedsiębiorstwo Komunikacji Samochodowej Wieluń sp. z o.o. (PKS Wieluń) – polskie przedsiębiorstwo transportu zbiorowego z siedzibą w Wieluniu, zajmujące się głównie przewozem osób na trasach lokalnych i dalekobieżnych, będąca dawnym oddziałem Państwowej Komunikacji Samochodowej z siedzibą w Wieluniu.
Od 1 października 1949 roku do 26 lipca 2005 roku było to przedsiębiorstwo państwowe, a następnie rozpoczęło działalność jako firma prywatna – PKS Wieluń Sp.z o.o. Zajmuje się przewozem osób, ładunków, serwisem motoryzacyjnym oraz prowadzi sprzedaż paliwa.
Przedsiębiorstwo ma siedzibę w Wieluniu przy ul. Romualda Traugutta 53, administruje również dworcem autobusowym w Wieluniu przy ul. Stanisława Staszica 49. Przedsiębiorstwo prowadzi komunikację miejską i podmiejską na terenie powiatu wieluńskiego oraz powiatów ościennych, a ponadto kursy międzymiastowe, m.in. do Łodzi, Warszawy i Wrocławia.